# ويليام ستيوارت (سياسي نيوزلندي)
ويليام ستيوارت (بالإنجليزية: William Stewart)‏ هو سياسي نيوزلندي، ولد في 1861، وتوفي في 1955. انتخب عضو مجلس النواب النيوزيلندي عن دائرة Bay of Islands (New Zealand electorate) ‏ (1915 – 1917).